# Oczyszczenie świątyni

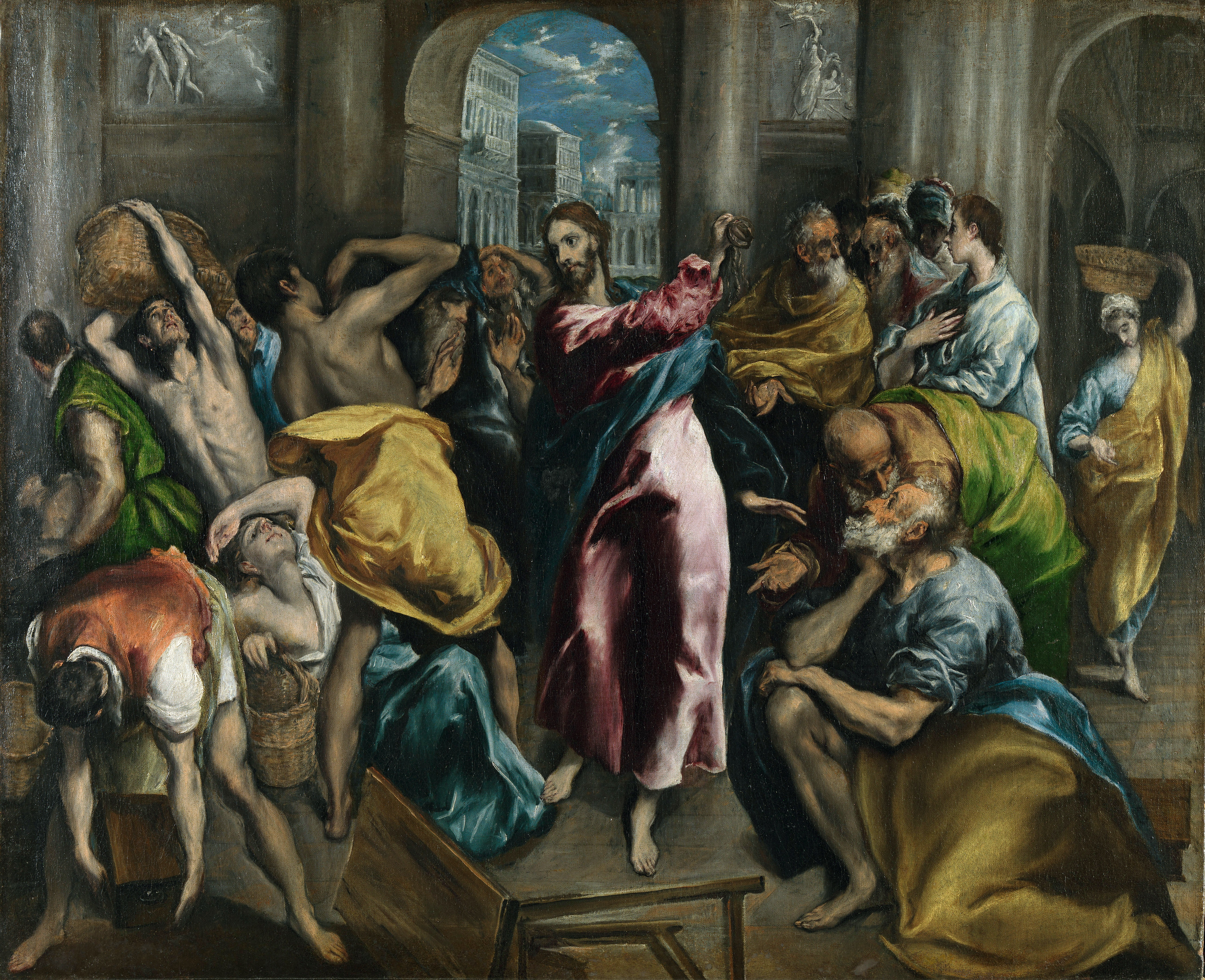
Wyrzucenie kupców ze świątyni, El Greco, 1600.

Oczyszczenie świątyni – wydarzenie opisane w Ewangelii z udziałem Jezusa Chrystusa, mające miejsce w Jerozolimie przed Paschą żydowską. Pojawia się we wszystkich czterech Ewangeliach kanonicznych.

## Umiejscowienie w czasie
W Ewangeliach synoptycznych wydarzenie to ma miejsce w ostatnim roku życia Jezusa, a w Ewangelii Jana – na początku jego działalności publicznej. W związku z tym niektórzy uważają, że były to dwa osobne wydarzenia.

## Przebieg wydarzenia
Jezus odwiedza Świątynię Jerozolimską, zwaną Świątynią Heroda. Na jej dziedzińcu znajdowało się wiele zwierząt oraz stołów bankierów, którzy zamieniali monety greckie i rzymskie na monety żydowskie (jedyne, których można było używać podczas uroczystości świątynnych). Jezus był wzburzony tym widokiem na tyle, że sporządził bicz ze sznurków i wypędził zwierzęta oraz poprzewracał stoły bankierów i sprzedawców.

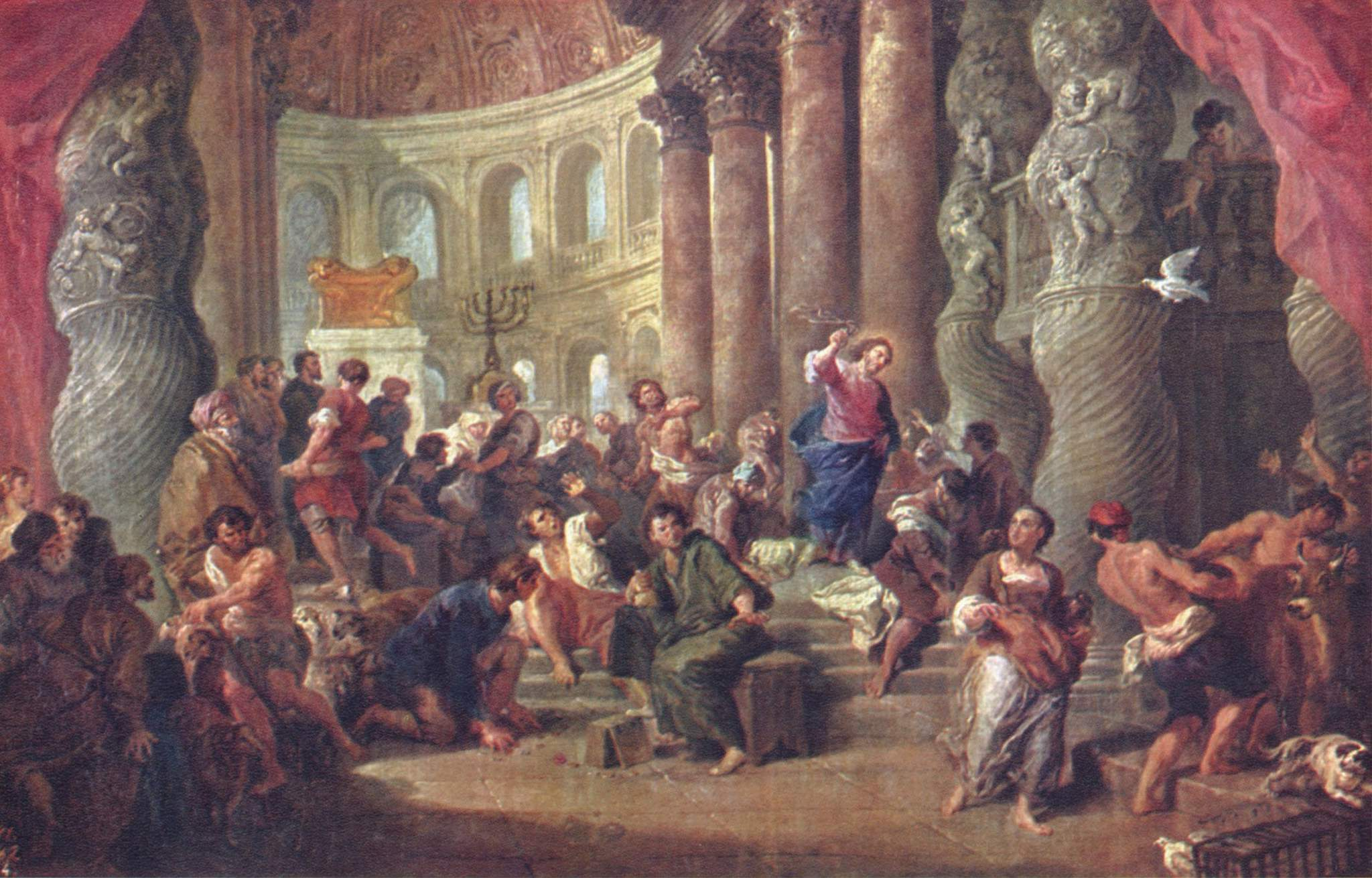
Wyrzucenie kupców ze świątyni, Giovanni Paolo Pannini.

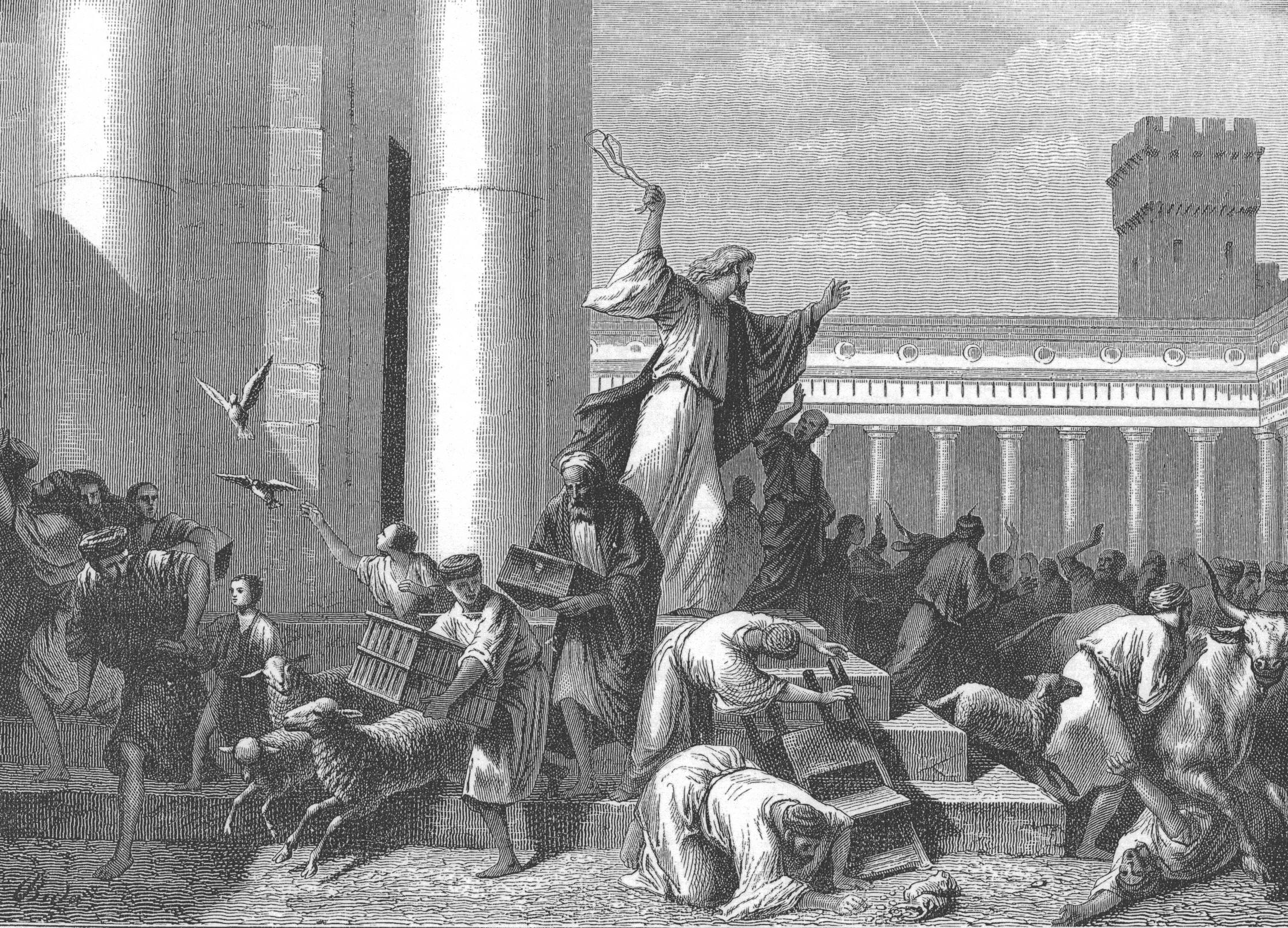
Litografia Alexandra Bidy

Według Ewangelii synoptycznych, Jezus zwracając się do kupców, cytował Księgę Izajasza i Jeremiasza:

Dom mój będzie nazwany domem modlitwy dla wszystkich narodów.

{{Cytat}} Linki zewnętrzne: "źródło".

Może jaskinią zbójców stał się w waszych oczach ten dom.

{{Cytat}} Linki zewnętrzne: "źródło".